# Morchella purpurascens
Morille empourprée, Morille pourprée
Espèce
Morchella purpurascens, la Morille empourprée est une espèce de la famille des Morchellaceae. Espèce montagnarde, elle est caractérisée par son chapeau à teintes purpurines et son pied souvent aussi long que le chapeau à maturité.

## Systématique
Le nom scientifique complet (avec auteur) de ce taxon est Morchella purpurascens (Krombh. ex Boud.) Jacquet..
Ce taxon porte en français le nom vernaculaire ou normalisé suivant : morille purpurine.

### Synonymes
Morchella purpurascens a pour synonymes :
- Morchella conica var. purpurascens (Krombh. ex Boud.) Boud.
- Morchella conico-papyracea Jacquet., 1984
- Morchella conicopapyracea Jacquet. ex R.Kristiansen
- Morchella deliciosa f. carnea Bres.
- Morchella elata Pers.
- Morchella elata var. purpurascens Krombh.
- Morchella elata var. purpurascens Krombh. ex Boud.

### Phylogénie
Elle a été décrite pour la première fois comme une variété de Morchella elata par Emile Boudier en 1897, sur la base d'une planche précédemment illustrée par Julius Vincenz von Krombholz, puis recombinée comme une espèce distincte en 1985 par Emile Jacquetant, et validée l'année suivante par Jacquetant et Bon,. Comme pour de nombreuses autres espèces de morilles, son statut taxonomique est resté longtemps sujet à débat, jusqu'à ce qu'une étude phylogénétique et nomenclaturale approfondie menée en 2014 par Richard et ses collègues confirme l'autonomie de cette espèce et la rattache à la lignée phylogénétique Mel-20.

### Noms vulgaires et vernaculaires
Ce taxon porte en français les noms vernaculaires ou normalisés suivants : Morille empourprée, Morille pourprée.

## Description du sporophore
Son chapeau mesure 4 à 8 (10) cm sur 3 à 4 cm. Il est en forme de menhir, cylindracé obtus puis triangulaire pointu à maturité. Il est tout d'abord grisâtre puis rapidement à teintes purpurines, rosées ou lilas. Les crêtes deviennent sombres à maturité, contrastant avec le fond pâle pourpré des alvéoles.
Le pied mesure 2,5 à 3,5 (4) cm x (1) 2,5 à 3,5 cm. Il est d'abord blanc puis légèrement rosé. Il est souvent aminci à son milieu et il devient de la même longueur que le chapeau à maturité.
Sa chair n'a pas d'odeur particulière.

## Galerie

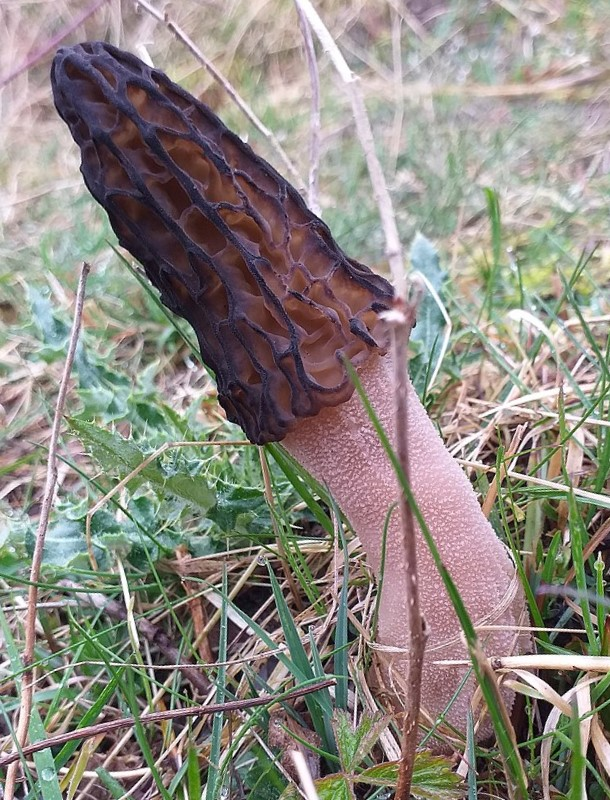
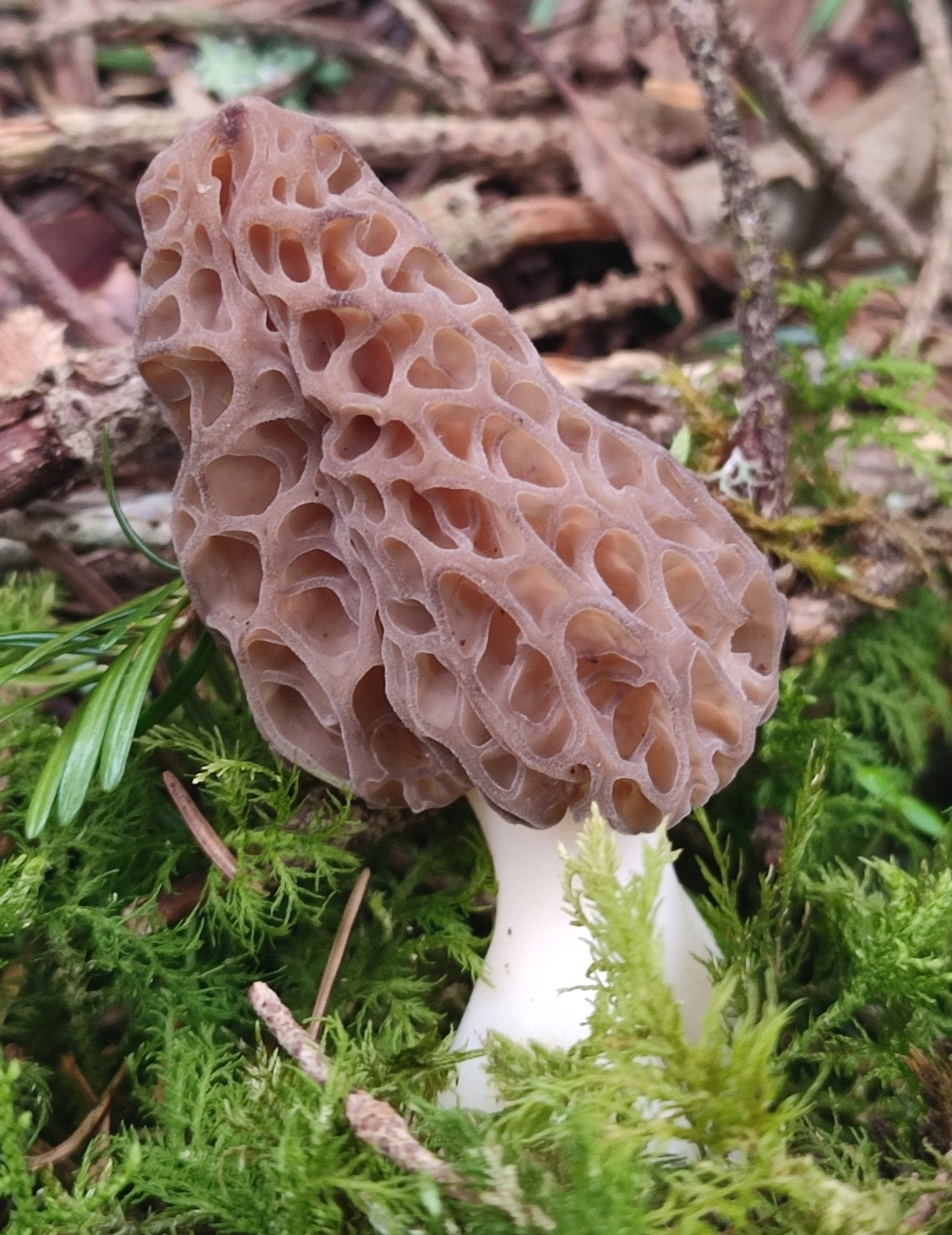
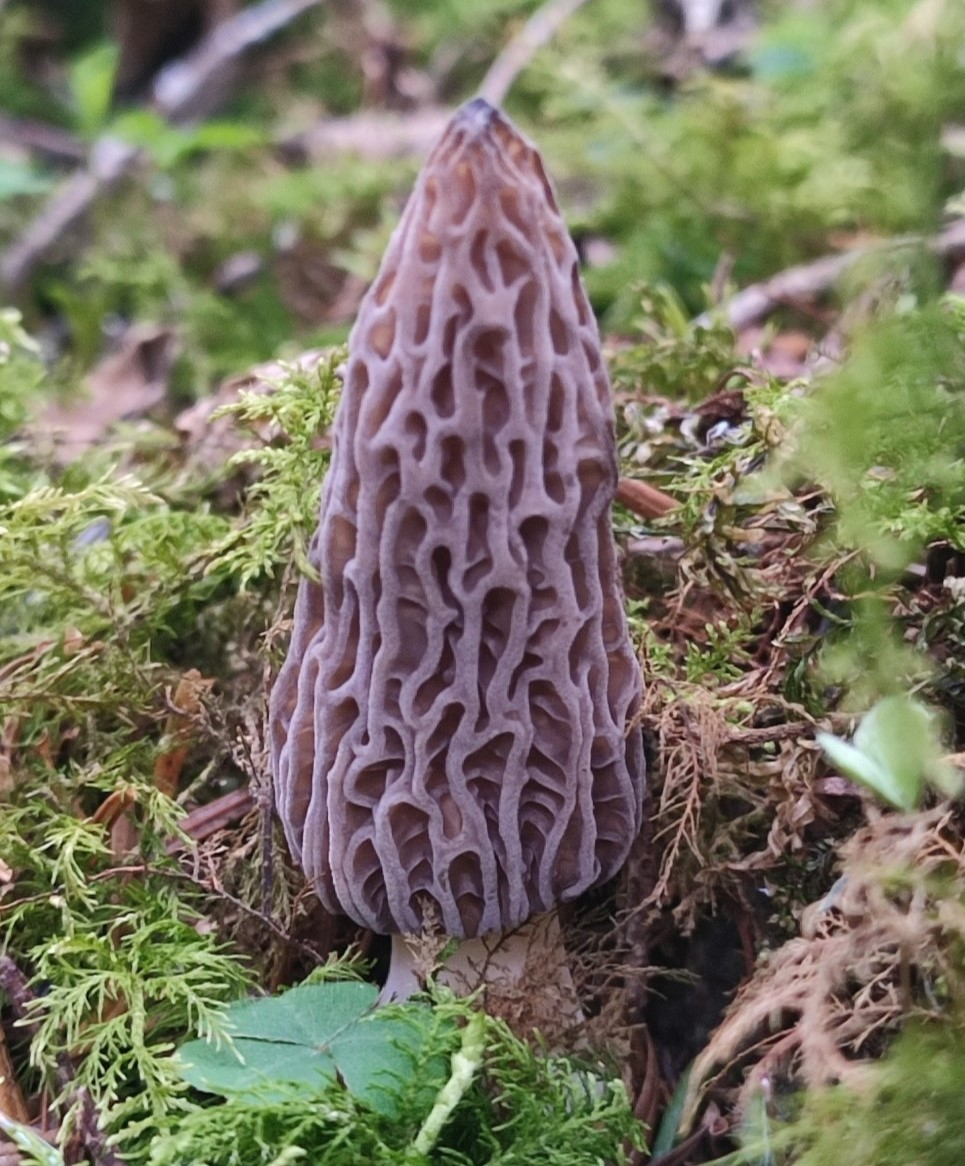
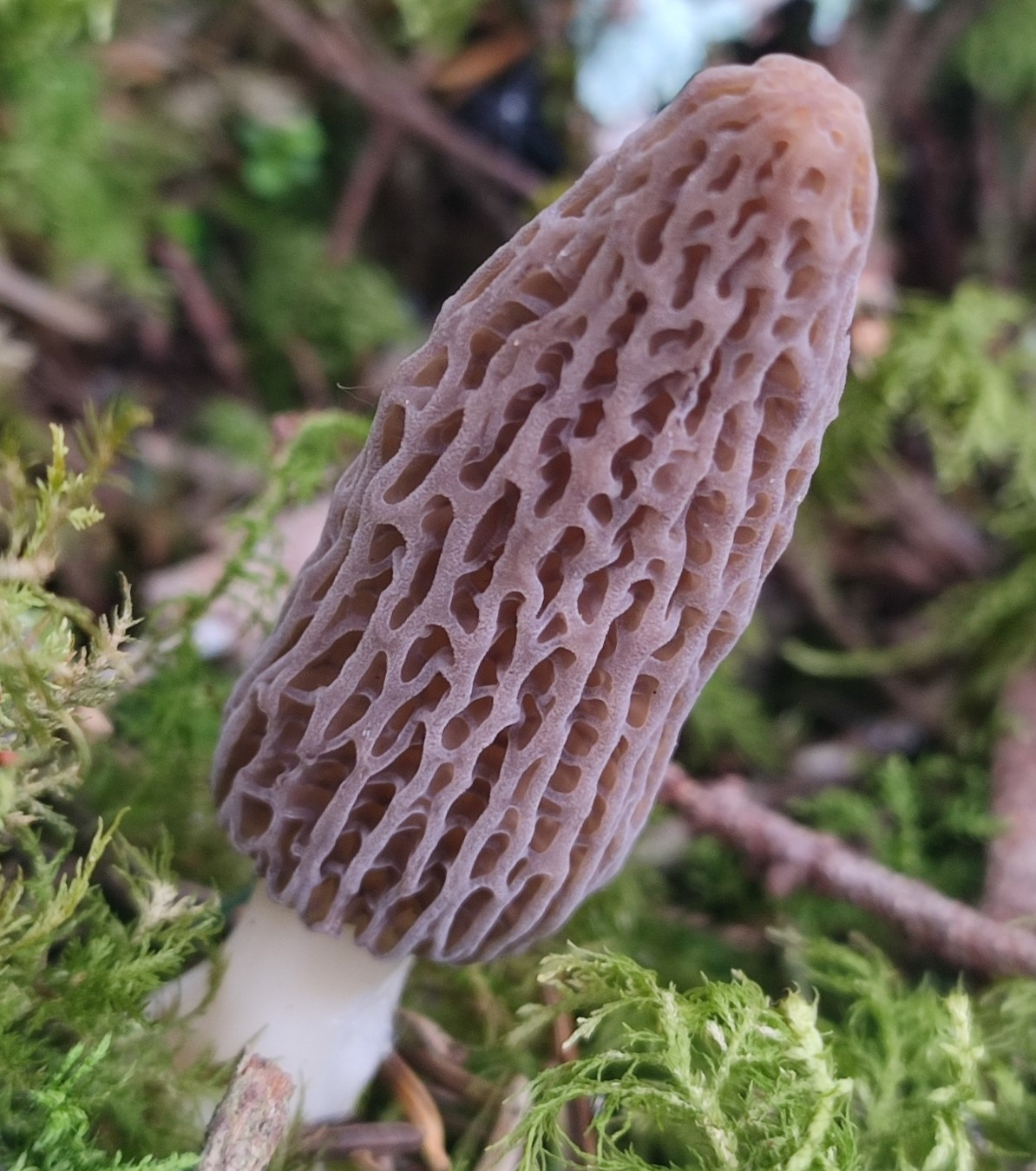
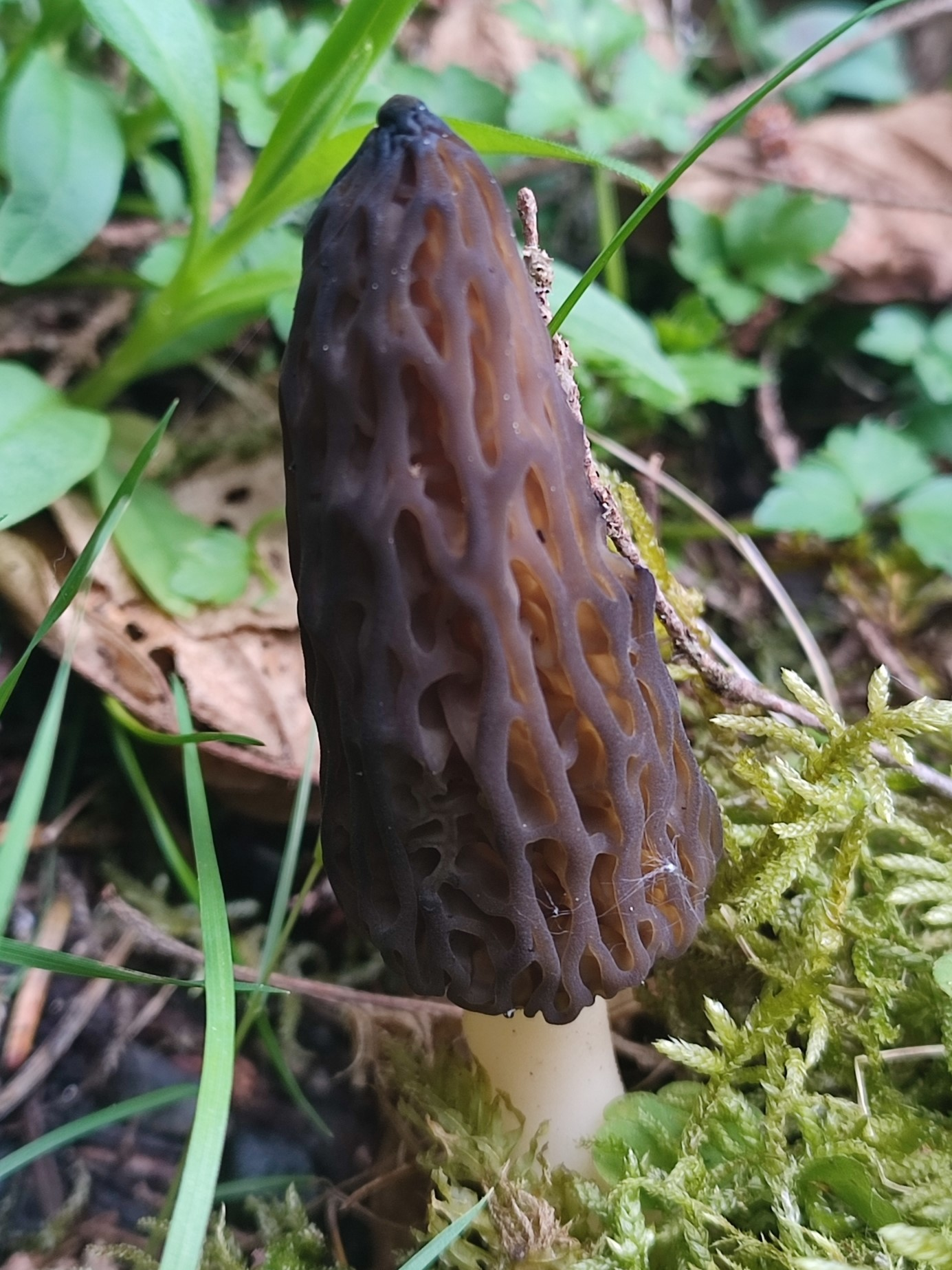
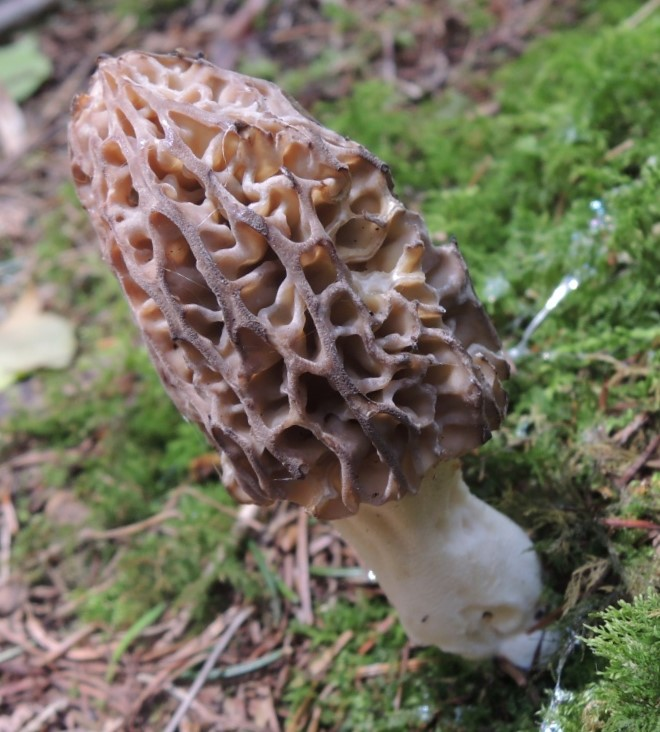
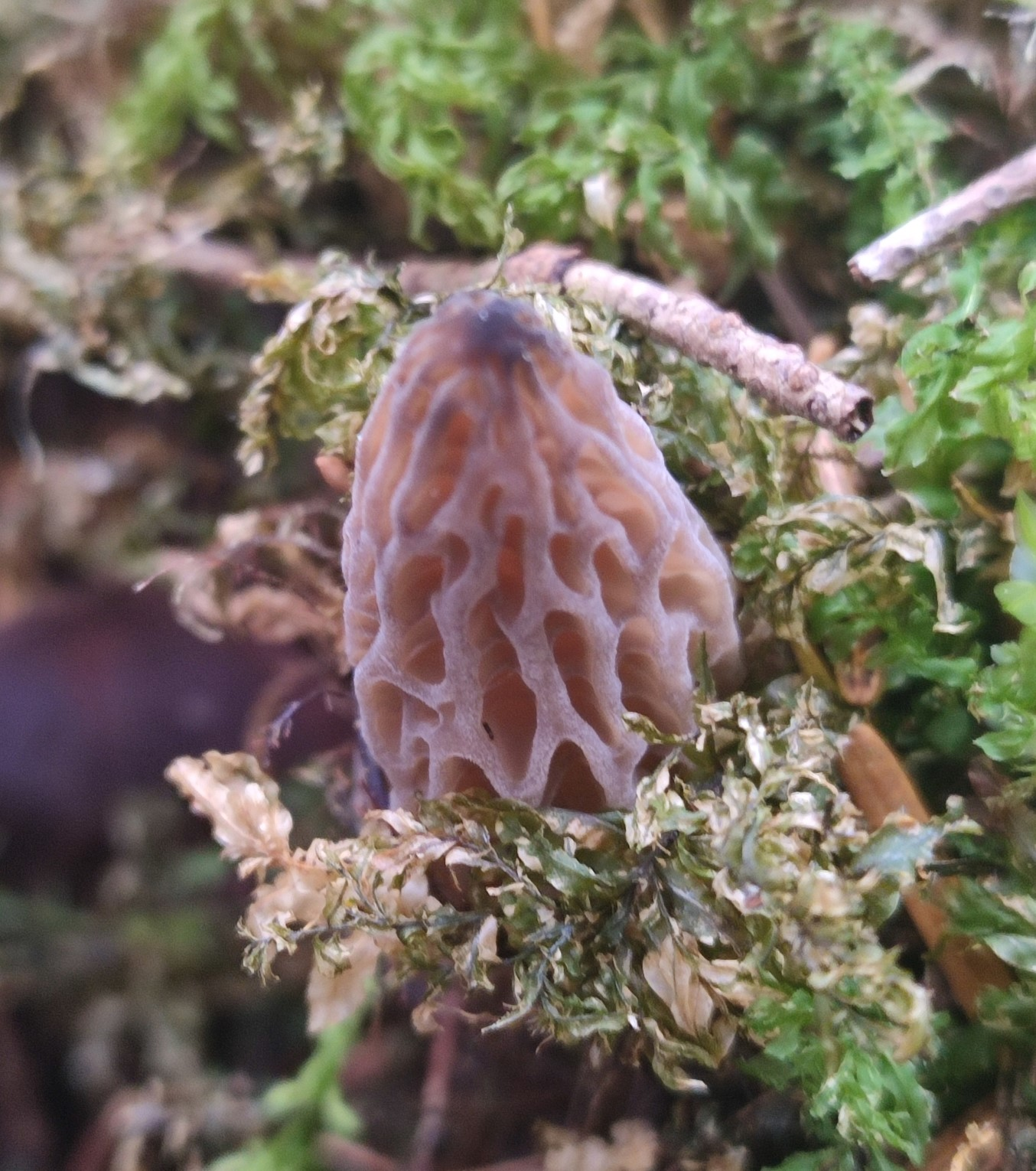

## Habitat et distribution
C'est une espèce mycorhizienne, montagnarde, précoce. Venant surtout sous Sapin blanc et Epicéa dans les milieux humides.

## Comestibilité
C'est un comestible réputé, toxique cru ou mal cuit, devant être consommé après une cuisson complète, de préférence après dessication puis réhydratation.

## Confusions possibles
- Morchella deliciosa qui vient dans les mêmes milieux et qui peut beaucoup ressembler à M. purpurascens lorsque ses teintes purpurines ne sont pas très marquées. Cependant, M. deliciosa a des alvéoles un peu moins bien organisés et un pied qui ne devient pas très long.